# Wesoła (Sochaczew)
Pour les articles homonymes, voir Wesoła (homonymie).
Wesoła [vɛˈsɔwa] est un village polonais de la gmina de Rybno dans le powiat de Sochaczew et dans la voïvodie de Mazovie.
Il se situe à environ 4 kilomètres au sud de Rybno, à 11 kilomètres à l'ouest de Sochaczew et à 62 kilomètres à l'ouest de Varsovie.